# Imperi Accadi
L'Imperi Accadi va ser un gran regne de Mesopotàmia format a partir de les conquestes de Sargon. El poden situar entre 2334–2154 a.n.e., segons la cronologia mitjana, o entre 2270–2083 era comuna, segons la cronologia curta. A Sargon el va succeir els seus fills Rimuix i Manixtuixu, el seu net Naram-Sin i el fill d'aquest, Xar-Kali-Xarri.
Els dominis de l'Imperi accadi es van estendre a tota la conca de Mesopotàmia, Elam, Siriana i segons les inscripcions encara més enllà, fins i tot el Líban i la costa de la mar Mediterrània. Es van arribar a realitzar incursions fins a Anatòlia i l'interior de les muntanyes zagros i l'imperi va controlar el comerç del golf Pèrsic cap a Magan (possiblement Oman i la regió de la Vall de l'Indus). Les ciutats de Mesopotàmia es van omplir de monuments i esteles commemoratives que parlaven de la grandesa del nou imperi i en l'escriptura es va produir un important avenç de l'accadi, que es va convertir en la llengua administrativa de l'Estat.

## Història

### Antecedents
Des de 3000 aC els semites se n'havien anat estenent des dels seus orígens a l'Aràbia cap al nord, formant diferents grups com els amurru. No hi ha mostres que aquestes migracions es produïssin de forma traumàtica, si no que sembla tractar-se més aviat d'un procés gradual. A Mesopotàmia els més importants van ser els accadians, presents en l'àrea del nord de la regió, en la qual s'incloïa la ciutat de Kix. En aquesta ciutat se sap que Sargon va ocupar un càrrec de responsabilitat. Culturalment, Sargon era semita, ja que se sap que la seva llengua era la també semita accadi.
Cap al 2340 aC Sargon va fundar la ciutat d'Accad en les proximitats de Kish, possiblement al nord. La seva localització encara no ha estat determinada pels arqueòlegs, encara que s'especula que podria haver estat cap a la confluència dels rius Diyala i Tigris, als afores de l'actual Bagdad. Els motius de la fundació d'Accad no són clars. És probable que Sargón es rebel·lés contra el seu senyor a Kish i decidís establir un nou centre d'operacions. Tampoc no es coneix amb seguretat que va ocórrer a Kish. Potser Sargon la va prendre abans de llançar-se cap a la conquesta les terres del sud o potser va ser Lugalzagesi d'Umma, que havia format un imperi local en l'àrea del sud, qui la va prendre en primer lloc.

### Conquestes de Sargon

Màxima extensió dels dominis de Lugal-Zage-Si

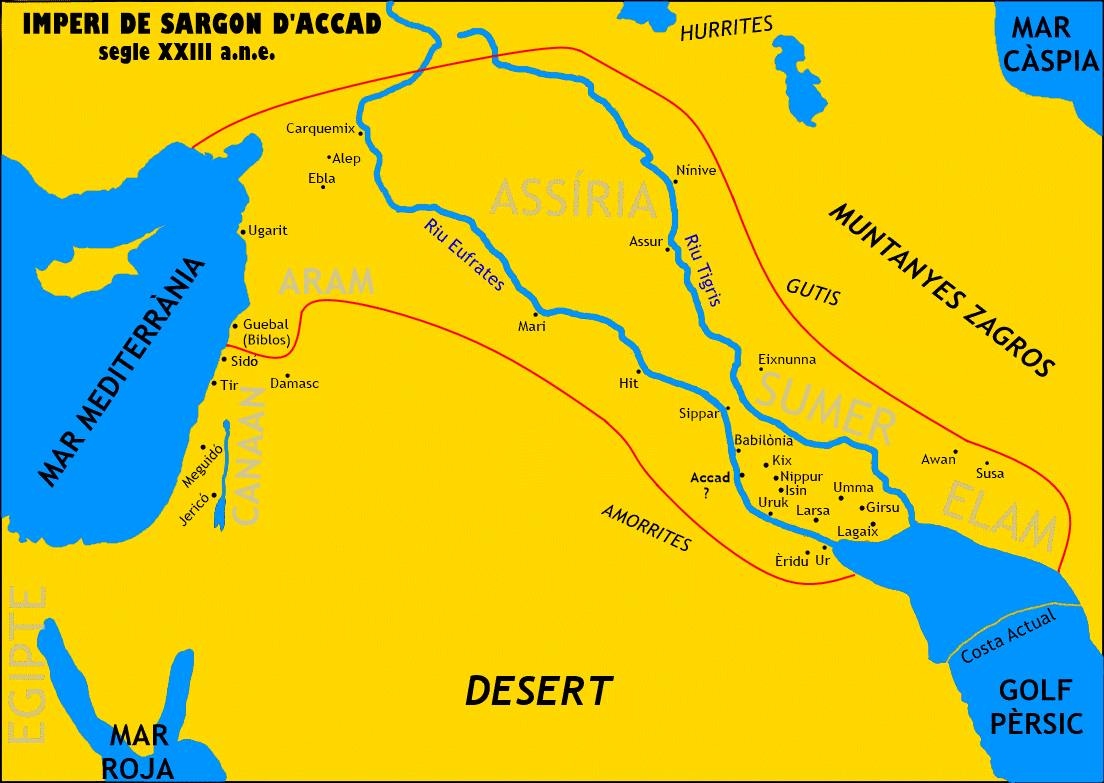
Màxima extensió de l'Imperi de Sargon d'Accad

En algun moment a mitjans del segle XXIV aC, Sargon es va llançar a la conquesta de les ciutats sumèries del sud. Les conquestes anteriors de Lugal-Zage-Si d'Umma van poder facilitar el camí del conquistador accadi, en trobar-se ja vençuda la independència de les diferents ciutats sumèries. El primer dels objectius de Sargon va ser Uruk, ciutat cèlebre per les seves grans muralles i on en el moment de l'atac es trobava Lugal-Zage-Si. Sargon no tan sols va conquerir la ciutat, si no que va fer presoner el rei, obligant-lo a caminar fins al temple d'Enlil en Nippur amb una argolla al coll.
Després d'això es va llançar a la conquesta de la resta de ciutats sumèries. Va prendre Ur, Lagash i Umma, amb el qual ja controlava tantes terres com havia fet Lugal-Zage-Si.
Després de sotmetre el sud de Mesopotàmia, Sargon va dirigir expedicions a regions adjacents al nord-oest i l'est, atacant les seves campanyes els elamites de les muntanyes zagros, a l'actual Iran, i va realitzar incursions a la ciutat de Mari (en l'actual República Àrab Siriana) i Ebla, ja a pocs quilòmetres de la Mediterrània, arribant, segons les inscripcions, a les muntanyes dels cedres: això és, a l'actual Líban, i potser fins a Anatòlia.
Sargon es va convertir així en el primer monarca històric que aconseguia unificar tota la conca de Mesopotàmia sota un mateix mandat. Malgrat que és probable que aquesta unitat fos més teòrica que real, la figura de Sargon va ser un referent constant per als monarques que, posteriorment, tractarien de repetir la seva gesta. De fet, en èpoques posteriors se li va conèixer com a Sargon el Gran. Però el seu regnat i el dels seus successors no van estar exempts de problemes, ja que poc abans de la seva mort sofriria una revolució general a les ciutats conquerides.

### Successors

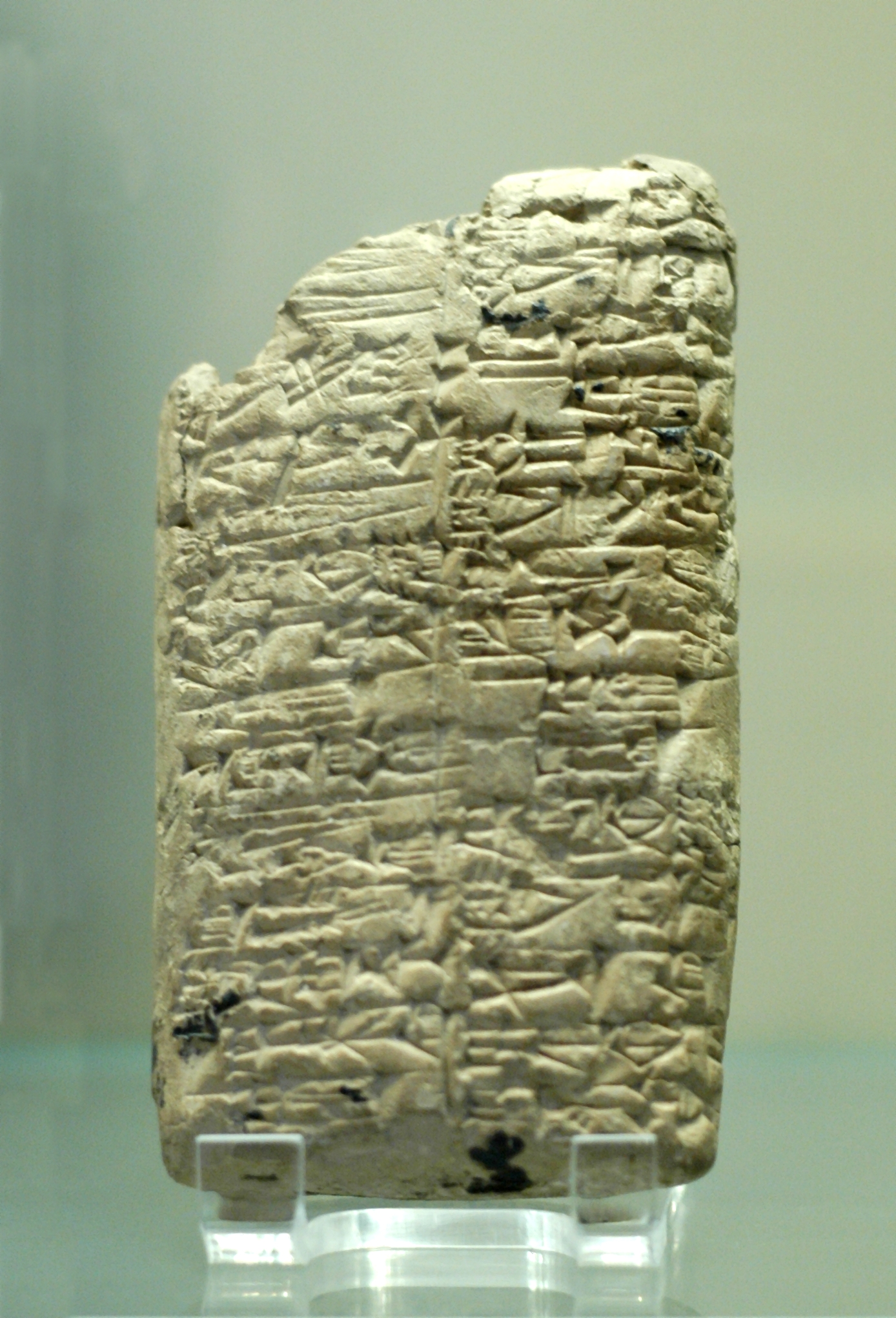
Tauleta que conté la llista de victòries de Rimush I sobre Abalgamash, rei de Marhashi, i contra les ciutats elamites. Còpia de la inscripció d'un monument públic. 2270 aC

Aquest clima de rebel·lió va ser afrontat pel seu fill Rimush I, que es va enfrontar a revoltes generalitzades i va haver de reconquerir Adab, Lagash, Umma Ur i Zabalam, que s'havien alçat contra el nou rei. Rimush va introduir la matança massiva i la destrucció a gran escala de les ciutats-estat sumèries, i va mantenir registres meticulosos de les seves destruccions. La majoria de les principals ciutats sumèries van ser destruïdes i les pèrdues humanes sumèries van ser enormes. El Regne d'Elam es va declarar independent i fins a diverses campanyes després no va ser reconquerida. Rimush va anar succeït pel seu germà i també fill de Sargon Manishtushu, qui va tenir igualment que enfrontar-se als rebels. Segons la Llista Real Sumèria aquests dos monarques van regnar 9 i 15 anys, respectivament.
Malgrat aquestes dificultats, durant el regnat del seu fill i successor, Naramsin (2260 aC - 2223 aC), l'imperi va assolir la seva màxima extensió territorial: en els límits occidentals va incorporar les regions d'Alep, a l'actual Síria, i l'entorn de Trípoli, a la costa mediterrània cananeu de l'actual Líban; en els orientals va conquerir Susa i al nord es va expandir per Anatòlia. Tanmateix hi va haver un poble que Naram Sim no va aconseguir conquerir malgrat que hi va guerrejar i els va infligir algunes derrotes. Eren els gutis, que habitaven les muntanyes zagros i que atacaven i saquejaven contínuament les terres de la vall.> El nou rei va haver d'enfrontar-se a més a nombroses rebel·lions.
En algun moment del seu regnat sembla que Naramsin va ser deïficat. El motiu, segons una inscripció en una estàtua, va ser a petició del seu poble als déus, després que el rei guanyés nou batalles contra els que se li van rebel·lar "des dels quatre confins del món". Els déus el van concedir i se li va construir un temple a Accad, que fins llavors no estava dedicat a cap déu.
Després de la mort de Naramsim, el seu successor i fill, Sharkalisharri (2223 aC - 2198 aC) va veure incrementada la pressió sobre l'imperi: Elam es va rebel·lar, conquerint diverses ciutats del sud de Mesopotàmia. Posteriorment sofriria invasions per part dels Amurru, a qui aconseguiria vèncer, i dels gutis que inicialment també reduiria. Tanmateix l'imperi estava molt desgastat i després de la seva mort les ciutats del sud de Mesopotàmia es van independitzar. Després d'això, els dominis de l'antic imperi van quedar reduïts a l'àrea circumdant de l'antiga capital, Accad.

### Després de l'imperi
La llista Reial Sumèria esmenta sis reis més després de la mort de Sharkalisharri, que és possible que regnessin a Accad. Aquesta ciutat havia adquirit característiques de gran capital, per la qual cosa és probable que la seva supervivència resultés poc viable després de la pèrdua del territori imperial. Se sap que finalment els nòmades gutis, que habitaven les muntanyes pròximes a Accad, van prendre la ciutat i possiblement tota la regió septentrional. Al sud les ciutats van prosperar i és possible que les reformes realitzades pels sargònides els beneficiessin finalment.

## Influència

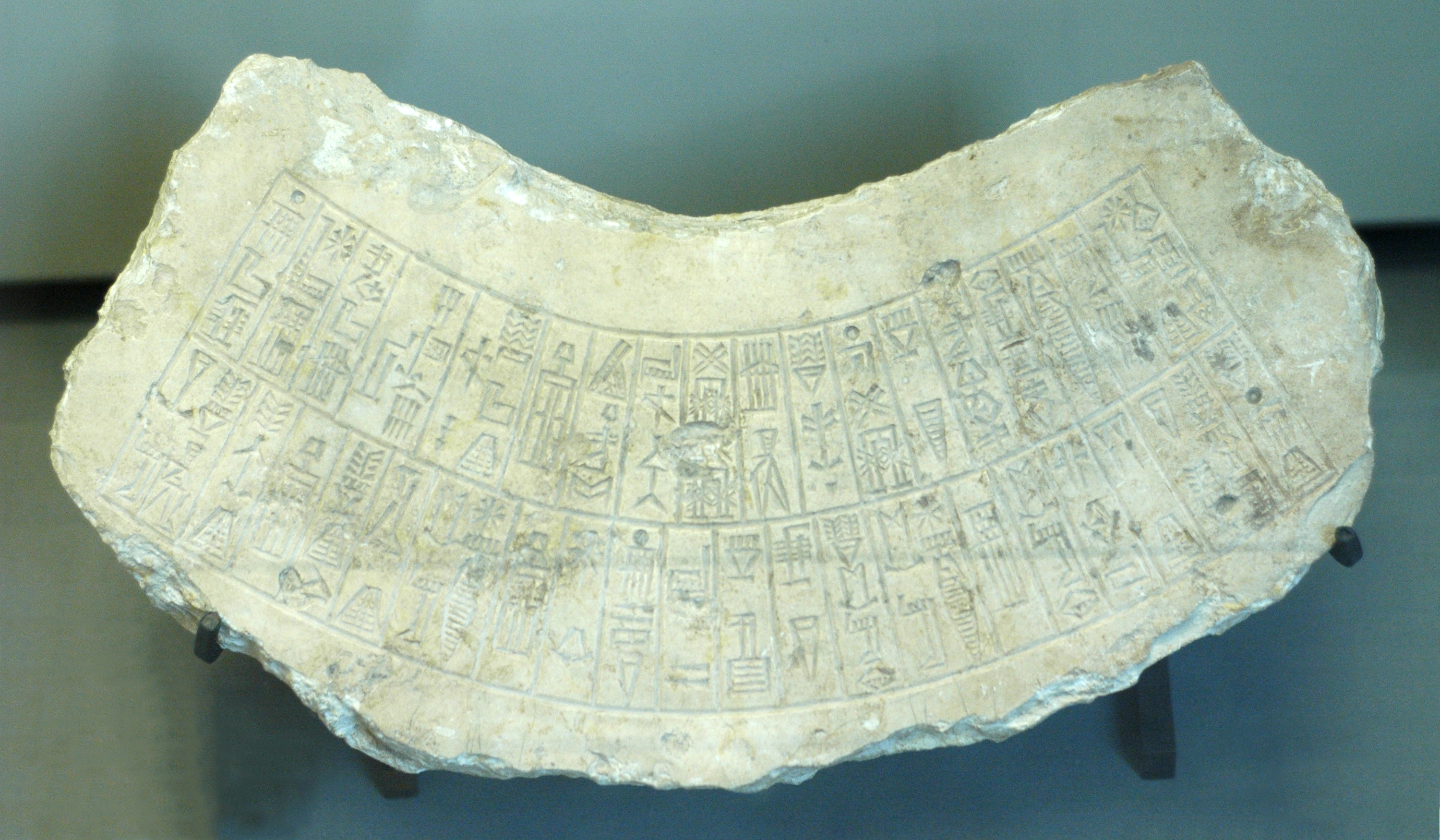
Inscripció de Naramsin que narra la construcció del temple de Marad pel seu net Lipit-ili cap a 2250 aC

La dinastia de Sargon d'Accad va ser la primera al llarg de la història que va aconseguir durant diverses dècades el domini sobre pobles diversos culturalment. Els reis d'Akkad haurien posat en marxa progressivament una mena de programa que pretenia integrar políticament els països que van conquerir en una construcció política de nou tipus, designada generalment en terminologia moderna com un "imperi", centrada en la seva capital, Akkad, amb la qual cosa es pot dir que va constituir el primer imperi de la història. Les seves conquestes van deixar una empremta inesborrable sobre les generacions posteriors, les tradicions de les quals li considerarien el millor monarca de la història, l'arquetip de rei longeu i de govern eficaç. Es van elaborar llegendes que li atorgaven un llinatge diví i les històries de les seves conquestes van circular molt més enllà de les fronteres dels seus dominis.
Entre les llegendes del seu naixement destaca la que es deixa entreveure en la llista de reis sumeris. Segons aquesta llegenda, Sargon havia estat fill d'un jardiner del palau del rei de Kish que va ascendir al càrrec de coper. En un moment donat els déus decideixen que el regnat d'Ur-Zababa, el fins llavors rei, ha de finalitzar, recaient la reialesa en Sargon.
Una altra llegenda narrava que Sargon havia estat fill d'una sacerdotessa -càrrec que solien ocupar dones de la reialesa- i un estranger de les muntanyes. La seva mare hauria donat a llum en secret i deixat al nounat en un cistell de vímet flotant al riu. El corrent hauria arrossegat a Sargon fins a ser recollit per un aguador de nom Aqqi, que el va ensenyar l'ofici de jardiner. El seu ascens al lloc de rei hauria estat gràcies al fet que la deessa Ishtar li hauria pres afecte mentre exercia de jardiner.
Sobre el seu successor més cèlebre, Naram-Sin d'Accàdia el missatge de les llegendes era bastant bé diferent. Així, una llegenda sumèria narrava que la caiguda de l'Imperi accadi havia estat a causa de la pèrdua de favor del déu Enlil. Naramsin, coneixedor d'això a través d'un son, espera durant set anys (set anys representen simplement una xifra molt gran) a què els déus canviïn de parer. Passat aquell temps el rei desespera i dirigeix el seu exèrcit al temple d'Enlil i el destrueix, llançant al foc els vasos sagrats. Com a represàlia, el déu castiga la ciutat amb l'arribada dels bàrbars gutis d'hàbits nòmades, que arrasen la ciutat i fan retrocedir a la regió als temps d'abans que les ciutats fossin construïdes.

## Cultura

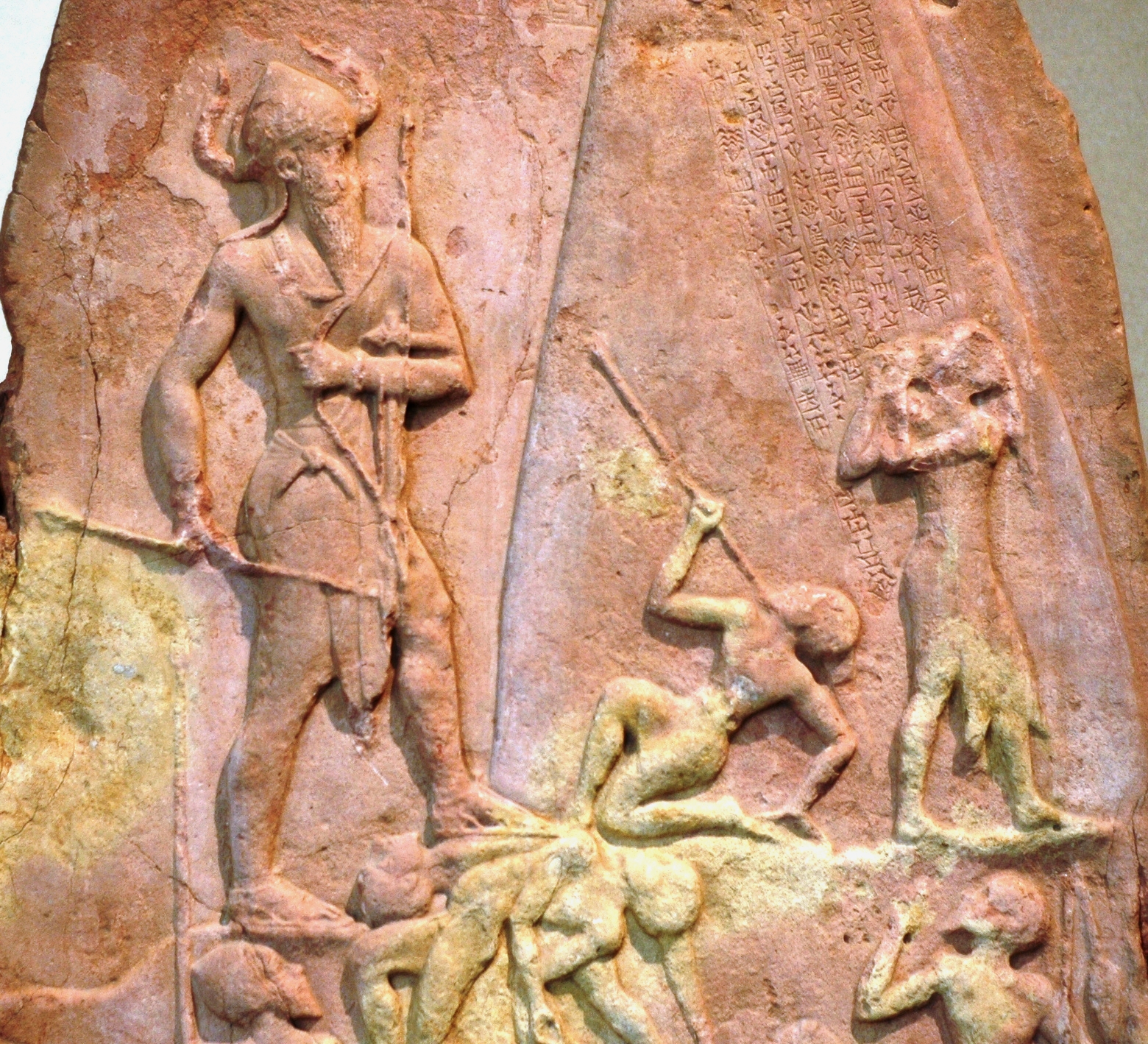
L'estela de Naramsin commemora la victòria del monarca accadi contra el poble dels lullubi de les muntanyes zagros. La imatge representa un rei gairebé mitològic, del doble de la mida dels seus soldats. 2250 aC.

La dominació de l'Imperi Accadi va comportar la creació d'un art oficial que repren l'herència de les dinasties arcaiques amb modificacions notables. És un art reial, celebrant la monarquia i la supremacia que exerceix.
Sargon va donar nombrosos llocs administratius a ciutadans de la seva regió original, la llengua de la qual era l'accadi, el qual possiblement van viure en aquesta etapa una gran difusió.
L'escriptura d'aquesta llengua va seguir un model desenvolupat a l'àrea d'Ebla, a l'actual Síria, que adaptava l'escriptura cuneïforme a la llengua semita. Aquest model d'escriptura va ser el més utilitzat a l'administració de l'Imperi accadi, si bé es mantenen nombrosos documents i inscripcions bilingües, escrites tant en accadi com en sumeri. Així, encara que la llengua sumèria va seguir sent utilitzada és probable que les conquestes de Sargon i el seu prestigi, donessin un impuls fonamental a la llengua accàdia, facilitant que en els segles posteriors s'imposés finalment a l'accadi.>
Durant l'Imperi accadi es va seguir el costum sumèria d'aixecar grans esteles i monuments commemoratius escrits en llocs especials de les ciutats. Amb aquestes obres es demostrava el poder de l'imperi i es publicitaven els seus èxits militars. En l'art accadi, la figura central de l'obra es representa en majors proporcions que la resta de la composició, que generalment conté escenes dramàtiques. Un bon exemple és l'estela de Naramsin, on el monarca, coronat per un casc de banyes que indica el seu caràcter diví, té el doble de mida que les altres figures.
| Precedit per: Període dinàstic arcaic | Història de Mesopotàmia Imperi accadi 2334 aC-2192 aC | Succeït per: Tercera dinastia d'Ur |